# Bombus pensylvanicus
Bombus pensylvanicus (лат.) — редкий вид шмелей из семейства настоящих пчёл, относящийся к подроду Thoracobombus.
Гнездится на лугах, открытых сельскохозяйственных угодьях и полях. Питается нектаром нескольких кормовых растений, предпочитая подсолнечник и клевер. В последние годы ареал когда-то самого распространённого североамериканского шмеля значительно сократился. Включён в Красный список Международного союза охраны природы (МСОП) в статусе уязвимого вида.

## Распространение
Встречается в Северной Америке в трёх странах: Канада, США и Мексика.
Когда-то самый распространённый на юге США шмель (что даже отражено в его англоязычном местном названии American bumblebee), в последние годы значительно сократил свой ареал.
Область распространения Bombus pensylvanicus простирается от Великих равнин до восточных и центральных районов США, а также от юга Канады до севера Мексики. Вид стал более редким, уменьшаясь в количестве в основном в северных частях его ареала.

## Описание

### Строение
Основная окраска чёрная с жёлтыми отметинами на переднеспинке и 1—3-х тергитах брюшка. Длина около 2 см.
Типичная форма B. pensylvanicus отличается от подвида (или вида) B. p. sonorus более тёмной окраской, строением гениталий самцов и распространением на востоке США. Своей окраской напоминает B. fervidus и B. auricomus, что приводит к путанице между видами во время их идентификации. Матка имеет длину 22—26 мм, самцы 15—21 мм, рабочие особи 13—19 мм.
В то время как другие виды обычно собирают корм вблизи своих гнёзд, было замечено, что отдельные особи B. pensylvanicus могут возвращаться с расстояния до 2,4 км.

### Биология
Bombus pensylvanicus имеют репродуктивный цикл, который в целом похож на жизнь других видов шмелей. Экологические факторы и доступность ресурсов влияют на циклическое развитие колонии. Цикл начинается в феврале и заканчивается в ноябре или декабре.
Самки могут откладывать яйца без необходимости спаривания в результате процесса, известного как гаплодиплоидия. Неоплодотворённые яйца в итоге развиваются в самцов, тогда как оплодотворённые яйца дают рабочих или матку.
В июле или августе самцы спариваются с только что вылупившимися из куколок молодыми самками (будущими матками). Оплодотворённая самка остаётся в зимней спячке до весны следующего года, ожидая оптимальных условий для поиска гнезда. Молодые колонии начинают своё развитие в феврале. В марте матка собирает пыльцу и нектар, как источник питания и строит восковую ячейку (в виде горшка).
Первоначально матка сама выполняет всю работу по добыче пищи и уходу за колонией, пока не появятся первые рабочие и не начнут выполнять эти обязанности.
Рабочие ухаживают за гнездом и расплодом (яйцами, личинками и куколками), а матка откладывает новые яйца. Этот процесс от яйца до взрослого шмеля занимает около 4—5 недель.
Первоначальные рабочие фуражируют и увеличивают размер колонии, добывая ресурсы для её роста. В результате, рабочие, которые появляются в середине лета и в конце года, как правило, крупнее, чем рабочие шмели, родившиеся в начале сезона. Например, средняя длина передних крыльев рабочих, рождённых весной (апрель и май) равна 1,3—1,4 см, в то время как у рождённых в конце сезона (ноябрь и декабрь) достигает 1,6 см.
Семьи продолжают расти и в конце лета в них может быть более 200 рабочих особей. В этот момент матка прекращает выделять химическое вещество-феромон, которое вырабатывалось на протяжении всей жизни колонии и которое задерживало работу яичников у самок-рабочих, что приводит к откладке маткой яиц будущих молодых маток и яиц будущих самцов.
Некоторые рабочие могут откладывать свои собственные яйца, но матка обычно избавляется от них. Непрерывная конкурентная борьба между маткой и рабочими продолжается до конца лета, пока рабочие в итоге не убивают жалом свою матку. Цикл начинается снова в конце года, когда появляется новое потомство молодых маток и самцов и погибают рабочие особи. Колонии являются однолетними, зимуют только новые оплодотворённые матки.
Гнездится на полях с высокой травой, использует стога сена или высокотравье, чтобы создать под ними защищенные гнёзда над землёй. Гнёзда также располагаются и под землёй в заброшенных норах грызунов, в старых гнёздах птиц, расщелинах камней или в полостях мёртвых деревьев. Этот вид также гнездится в искусственных, то есть созданных человеком объектах, от вёдер до сараев.
На семьях Bombus pensylvanicus паразитирует шмель-кукушка Bombus variabilis. Отмечено, что численность этого социального паразита уменьшается вместе с его видом-хозяином.
Гнёзда шмелей привлекают хищников, так как содержат питательные ресурсы, включая личинок и нектар, богатый углеводами и белками. Среди хищников такие млекопитающие как скунсы, медведи и еноты. Известен один специализированный хищник, внешне напоминающий этот вид шмелей по типу бейтсианской мимикрии. Это муха ктырь Mallophora bomboides (Asilidae), которая охотится именно на B. pensylvanicus.
Шмели собирают нектар и пыльцу растений, которые они опыляют. Среди основных кормовых растений представители родов астрагал, горошек, клевер, Dalea (семейство бобовые), кизил (семейство кизиловые), подсолнечник, бодяк, лиатрис, эхинацея Silphium (семейство астровые), паслён (семейство паслёновые), Kallsrtoemia (семейство парнолистниковые), Mentzelia (семейство лоазовые).
- Самец
- Самка

## Таксономия
Вид был впервые описан в 1773 году шведским энтомологом Карлом де Гиром (1720—1778) под названием Apis pensylvanica. Включён в состав видовой группы pensylvanicus подрода Thoracobombus (Apinae), где близок к таким видам как Bombus armeniacus, B. atratus, B. dahlbomii, B. fervidus, B. humilis, B. morio, B. muscorum, B. pascuorum, B. pomorum, B. ruderarius, B. sylvarum и B. transversalis. Bombus pensylvanicus из-за своего внешнего сходства иногда ошибочно принимают за B. terricola и B. auricomus из других подродов. Ближайший родственник, рассматриваемый как его синоним или как подвид, а ранее отдельный вид Bombus sonorus, найден в Мексике и Аризоне. Молекулярно-генетические данные подтверждают синонимию двух таксонов. Некоторые авторы рассматривают Bombus sonorus в качестве подвида Bombus pensylvanicus, так как у них есть отличия в строении гениталий самцов. Промежуточные индивидуумы B. pensylvanicus и B. sonorus были обнаружены в районах с географическим перекрытием, но необходимы дополнительные доказательства, чтобы определить, является ли таксон B. sonorus подвидом B. pensylvanicus.

## Охранный статус
В последние годы популяции Bombus pensylvanicus значительно сократились и его ареал уменьшился, особенно на севере. Косвенными причинами такого явления считают использование ядохимикатов и сокращение высокотравных пастбищ. Включён в Международный красный список Международного союза охраны природы (МСОП) в статусе уязвимый вид.